# What Is Love (Haddaway)
What Is Love è un singolo del cantante trinidadiano Haddaway, pubblicato l'8 maggio 1993 come primo estratto dal primo album in studio The Album.

## Descrizione
Il brano fu scritto e prodotto dal compositore e produttore musicale tedesco Dee Dee Halligan (Dieter Lünstedt, alias Tony Hendrik) e da Junior Torello (Karin Hartmann-Eisenblätter a.k.a. Karin van Haaren) della Coconut Records di Colonia. I due erano in attesa del cantante giusto a cui far cantare la canzone. Per interpretare il pezzo fu scritturato il cantante trinidadiano Nestor Alexander Haddaway, che nel 2012 a proposito del brano ebbe a dire:
Per la parte vocale femminile presente nel brano è stato utilizzato un sample tratto dal CD Datafile 1 (tracce 62-64) della Zero-G Ltd, compagnia britannica produttrice di ad libs, effetti sonori e loop.
Registrato in Germania nel 1993, il singolo è tra i più popolari degli anni novanta ed è rientrato in classifica nel 1998, dopo essere stato usato nel popolare show statunitense Saturday Night Live e nella colonna sonora del film A Night at the Roxbury.
La canzone ha raggiunto la posizione numero uno in ben tredici paesi in Europa ed Asia. Negli Stati Uniti d'America What Is Love si è fermata alla numero 11, mentre in Australia ha toccato la posizione 12.

## Tracce
CD
1. What Is Love – 4:28
2. Sing About Love – 3:12

7"
1. What Is Love – 4:28
2. Sing About Love – 3:12

CD (Francia)
1. What Is Love (7" Mix) – 4:29
2. What Is Love (12" Mix) – 6:40
3. What Is Love (Club Mix) – 5:02
4. Sing About Love – 4:36

CD remix (Francia)
1. What Is Love (Eat-This Mix - Radio Edit) – 4:19
2. What Is Love (Refreshmento Extro Mix) – 3:52

CD remix
1. What Is Love - Remix (Eat-This Mix) – 6:54
2. What Is Love (Tour de Trance-Mix) – 6:00
3. What Is Love (7" Mix) – 4:27

CD reloaded
1. What Is Love - Reloaded (Video Mix) – 3:16
2. What Is Love - Reloaded (Reloaded Mix) – 6:09
3. What Is Love - Reloaded (What Is Club Mix) – 6:39
4. What Is Love - Reloaded (Jens O.'s Hard Remix) – 5:32
5. What Is Love - Reloaded (Radio Edit) – 2:56
6. What Is Love - Reloaded (Lunaris Remix) – 6:21

## Classifiche
| Classifica (1993)                  | Posizione più alta |
| ---------------------------------- | ------------------ |
| Australian Singles Chart           | 12                 |
| Austrian Singles Chart             | 1                  |
| Belgian Singles Chart              | 1                  |
| Danish Singles Chart               | 20                 |
| Dutch Singles Chart                | 1                  |
| European Singles Chart             | 1                  |
| Finnish Singles Chart              | 1                  |
| French Singles Chart               | 1                  |
| German Singles Chart               | 2                  |
| Irish Singles Chart                | 1                  |
| Israeli Singles Chart              | 1                  |
| Italian Singles Chart              | 1                  |
| Latvian Singles Chart              | 1                  |
| Norwegian Singles Chart            | 1                  |
| Spanish Singles Chart              | 1                  |
| Swedish Singles Chart              | 2                  |
| Swiss Top 100 Singles Chart        | 1                  |
| UK Singles Chart                   | 2                  |
| US Billboard Hot 100               | 11                 |
| US Hot 100 Recurrent Airplay       | 5                  |
| Top 40 Mainstream                  | 4                  |
| Rhythmic Top 40                    | 15                 |
| Hot Dance Music/Maxi-Singles Sales | 6                  |
| Hot Dance Club Play                | 9                  |
| Swiss Singles Chart                | 15                 |

## Cover
- La canzone di Haddaway è stata in seguito campionata dal gruppo crunk/Hip hop Crime Mob nel brano, anch'esso chiamato, What Is Love nel 2007.
- Nel giugno 2007 José Galisteo l'ha registrata nel suo album d'esordio.
- I Gossip ne hanno registrato una versione con il testo cambiato in When Is Lunch?, Baby I'm Hungry.
- Il rapper statunitense Eminem ha usato un campionamento della canzone di Haddaway per il brano No Love, realizzato in collaborazione con Lil Wayne.
- Kiesza nel 2014 ha realizzato una cover con video.
- La melodia ed il ritornello della canzone sono stati ripresi nel singolo Baby Don't Hurt Me di David Guetta, Coi Leray e Anne-Marie del 2023.

## Altri usi
- Il brano è stato inserito nella colonna sonora del film Piccolo grande amore, girato nel 1993.
- Nel videogioco Saints Row IV è presente un loop infinito della canzone durante il livello "Il mondo reale".
- In un episodio della seconda stagione della serie TV Netflix Sex Education è presente questa canzone.
- È stato usato nella pubblicità di Tiscali di novembre 2022.
- Viene usato come stacchetto per l'intervallo pubblicitario nella quinta edizione di Io canto - Generation.